# Swamp Fox

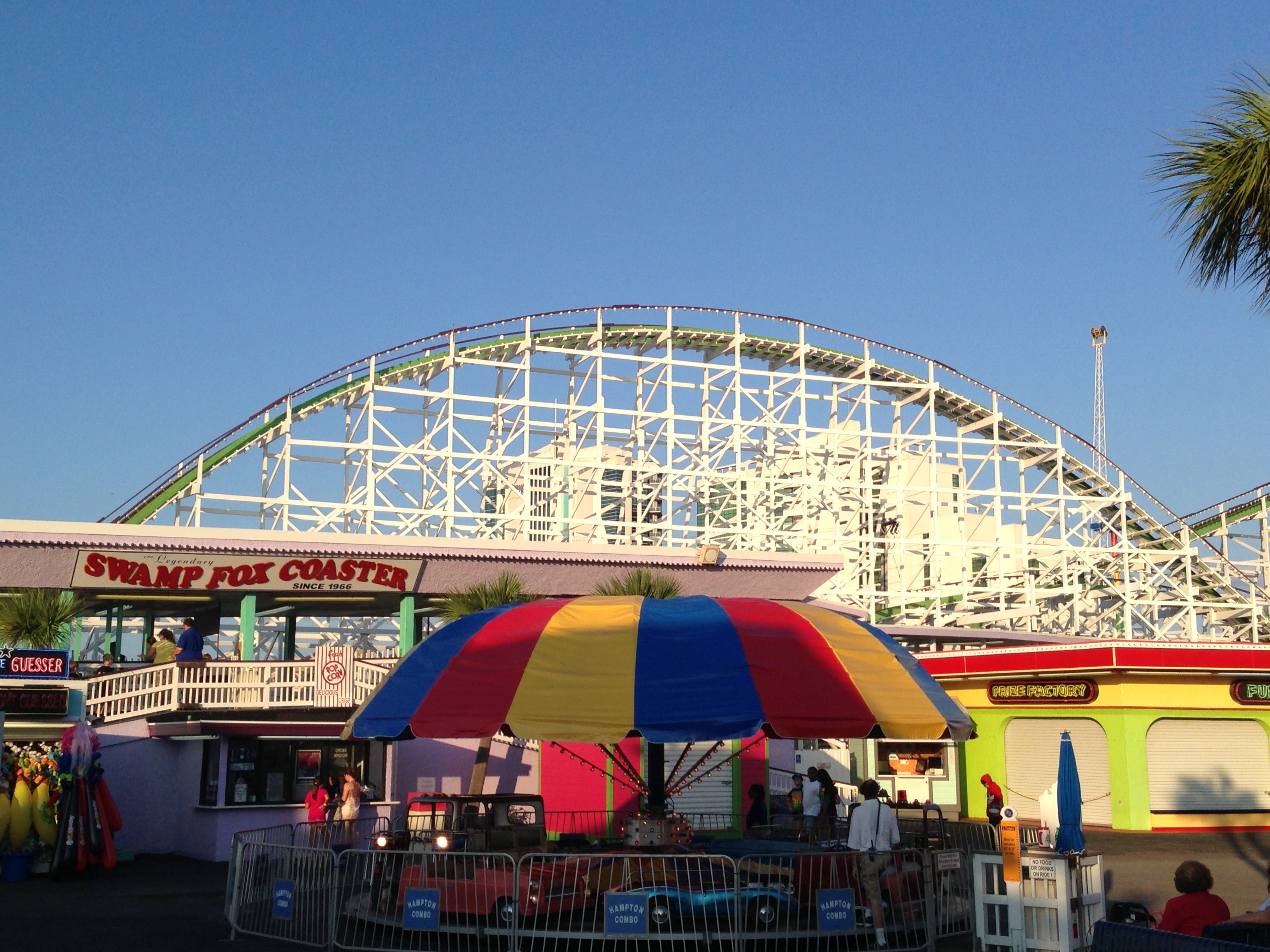
Swamp Fox

Swamp Fox in Family Kingdom Amusement Park (Myrtle Beach, South Carolina, Vereinigte Staaten) ist eine Holzachterbahn des Herstellers Philadelphia Toboggan Coasters mit der Seriennummer 136, die 1966 eröffnet wurde.
Beim Hurrikan Hugo im Jahre 1989 wurde die Bahn zerstört, danach wieder aufgebaut und 1992 wieder eröffnet.

## Züge
Swamp Fox besitzt zwei Züge mit jeweils vier Wagen, wobei einer der Züge von der Shooting Star im Lakeside Park kommt. In jedem Wagen können sechs Personen (drei Reihen à zwei Personen) Platz nehmen. Als Rückhaltesystem kommen Sicherheitsgurte und unverstellbare Schoßbügel zum Einsatz.